# Sweet Products
Sweet Products est un groupe belge familial chocolatier fondé en 1993 à Bruges (Belgique). Le groupe Baronie Sweet Products est dirigé par Fons Walder.

## Histoire
Baronie est à l'origine une chocolaterie néerlandaise fondée à Rotterdam en 1920 par Marinus Barents, Antonie de Rot et Egbert Nieuwenhuis. Le nom de l’entreprise est un acronyme composé des premières lettres des noms Barents, de Rot et Nieuwenhuis.

## Filiales
Le groupe est notamment propriétaire de trois filiales :
- Baronie Group
- Belgian Ice Cream group
- Groupe Cémoi[3],[4].

## Marques
Par le groupe Baronie, il contrôle les marques :
- Alpia créée en 1906
- Alprose
- Chocolat Jacques, chocolatier belge depuis 1896
- Duc d'O
- Eszet, créée en 1933
- Sarotti, créé à Berlin en 1852
- Schwarze Herren, créé en 1903